# Chrissie White
Chrissie White (Londres, 23 de maio de 1895 – Hollywood, 18 de agosto de 1989) foi uma atriz britânica da era do cinema mudo. Ela atuou em 180 filmes entre 1908 e 1933. Ela nasceu Ada Constance White.

## Filmografia selecionada
- The Failure (1917)
- The Poet's Windfall (1918)
- Possession (1919)
- City of Beautiful Nonsense (1919)
- The Kinsman (1919)
- Broken in the Wars (1919)
- The Amazing Quest of Mr. Ernest Bliss (1920)
- John Forrest Finds Himself (1920)
- Wild Heather (1921)
- The Bargain (1921)
- The Lunatic at Large (1921)
- Simple Simon (1922)
- Boden's Boy (1923)
- The World of Wonderful Reality (1924)
- Lily of the Alley (1924)
- Call of the Sea (1930)
- General John Regan (1933)